# Philip Ozouf
Philip Ozouf (sinh ngày 24 tháng 3 năm 1970) là một chính khách Jersey. Ông là thành viên của Nhà nước Jersey từ năm 1999 đến năm 2018, giữ chức Bộ trưởng Phát triển Kinh tế, Bộ trưởng Tài chính và Tài nguyên và Trợ lý Bộ trưởng trong Hội đồng Bộ trưởng.

## Tiểu sử
Philip Francis Cyril Ozouf sinh ra ở Jersey. Ông là con trai của nông dân và cựu Connétable của Saint Saviour Philip Francis Ozouf.
Ông được đào tạo tại Victoria College, Jersey, sau đó theo học trường Kinh doanh châu Âu tại London, Frankfurt và Paris; ông đã đạt được một BA (Hons) Kinh doanh quốc tế và tương đương Pháp. Ông cũng đủ điều kiện để giai đoạn văn bằng của Học viện kế toán quản lý điều lệ. Ông mô tả mình là một người nói tiếng Pháp, tiếng Đức và tiếng Tây Ban Nha "thông thạo".